# 西部劇主題歌のすべて
『西部劇主題歌のすべて』(The Best Of Western Movie Themes) は、ジミー時田とマウンテン・プレイボーイズのコンピレーション・アルバム。
同バンドの初期の2作 (『駅馬車からバファロー大隊まで (西部劇映画主題歌集)』、『幌馬車は西へ (続・西部劇映画主題歌集)』から選曲されている。

## 収録曲
Side 1
1. 駅馬車
2. いとしのクレメンタイン
3. 黄色いリボン
4. 遥かなる山の呼び声
5. ハイ・ヌーン
6. ジャニー・ギター
7. 帰らざる河

Side 2
1. テキサスの黄色いバラ
2. 誇り高き男
3. デヴィー・クロケットの歌
4. OK牧場の決闘
5. ライフルと愛馬
6. キャプテン・バファロー
7. 遥かなるアラモ

## パーソネル
ジミー時田とマウンテン・プレイボーイズ
- ジミー時田 (ヴォーカル、ギター)
- 碇矢長一 (ベース)
- 藤井三雄 (スティール・ギター)
- 寺内タケシ (エレクトリック・ギター)
- 吉田一男 (マンドリン)
- 宮城久弥 (フィドル)